# Naturschutzgebiet Uedemer Bruch
Koordinaten: 51° 39′ 43″ N, 6° 18′ 20″ O
Das Naturschutzgebiet Uedemer Bruch liegt auf dem Gebiet der Gemeinde Uedem im Kreis Kleve in Nordrhein-Westfalen.
Das Gebiet erstreckt sich östlich des Kernortes Uedem und westlich des Uedemer Ortsteils Uedemerbruch.

## Bedeutung
Das rund 123 ha große Gebiet ist seit 2010 unter der Kenn-Nummer KLE-023 als Naturschutzgebiet ausgewiesen. Es handelt sich um eine Bruchlandschaft, die durch ein Mosaik aus Feuchtgrünland, feuchten Waldbereichen, Gräben und Ackerflächen charakterisiert ist.